# Patrice-Loup Rifaux
Patrice-Loup Rifaux est un scénariste et écrivain français, né le 15 mai 1964 à Saint-Rémy en Saône-et-Loire.

## Biographie
Diplômé de l'Institut d'études politiques de Paris (section service public), Patrice-Loup Rifaux a été étudiant en droit à l’Université Paris II et élève à l’Institut des hautes études internationales. Il devient assistant parlementaire à l’Assemblée nationale d’un député de l’Isère, tout en dirigeant le mensuel politique Point de mire et en exerçant des responsabilités au sein du DEMYC, forum de jeunes responsables politiques auprès du Conseil de l’Europe, et au sein de l’Association atlantique des jeunes leaders politiques.
Il est ensuite directeur de cabinet du maire de Draveil, en Essonne.
Alain Peyrefitte l’appelle à ses côtés pour diriger son cabinet. Sa collaboration avec l’homme politique et académicien français dure jusqu’en 1995. Elle se prolonge, notamment à travers la relecture de la dernière grande œuvre d’Alain Peyrefitte, C'était de Gaulle, et la rédaction des notes de bas de page.
Directeur de l’APTR (aujourd’hui Optile), la fédération des transports publics de la grande couronne parisienne, Patrice-Loup Rifaux commence en même temps une carrière d’écrivain.
Il a publié aux éditions La Lézarde Provins fin de siècle en 1996, puis Huguette Bouchardeau publie aux éditions HB son roman Pourquoi suis-je noir ? (1999) qui obtient, avec les livres de Philippe Claudel et de Pascal Mauvignier, le Prix du premier roman de Chambéry, en 2000.
Son récit Berlin, fin de siècle (1998) inaugure chez L'Harmattan la collection « Itinéraires contemporains ».
Avec Dominique Furgé, il écrit le scénario d’un film institutionnel, Transports, et plusieurs scénarios de courts et longs métrages.
Il s’intéresse à l’art contemporain et est président d’Objet de Production, une association consacrée à l’art, et au programme « Nouveaux commanditaires » avec la Fondation de France.
Depuis 2010, il préside le Fonds de dotation pour la biodiversité, le premier fonds français consacré à la préservation de la biodiversité, et développe le programme Save Your Logo.

## Publications
- Provins fin de siècle, La Lézarde, 1996
- Berlin, fin de siècle, L'Harmattan, collection « Itinéraires contemporains », 1998
- Pourquoi suis-je noir ?, éditions HB, 1999